# 加勒區
加勒區是斯里蘭卡南部省的一個區。面積1,673平方公里。2001年人口990,487人。首府加勒。
加勒古城海邊，有異於世界上各國的釣魚方式，在海邊立高木樁的方式，就像似踩在高蹺上釣魚，並且有如姜太公釣魚一樣，沒用魚餌釣魚。